# Szaúd-Arábiában történt légi közlekedési balesetek listája
A Szaúd-Arábiában történt légi közlekedési balesetek listája mind a halálos áldozattal járó, mind pedig a kisebb balesetek, meghibásodások miatt történt, gyakran csak az adott légiforgalmi járművet érintő baleseteket is tartalmazza évenkénti bontásban.

## Szaúd-Arábiában történt légi közlekedési balesetek

### 1976
- 1976. január 1. Al Qaysumah településtől északnyugatra. A Middle East Airlines OD-AFT lajstromjelű, 438-as járata, egy Boeing 720-023B típusú utasszállító repülőgép lezuhant. A gépen utazó 66 utas és 15 fő személyzet életét vesztette.[1]

### 1979
- 1979. november 26. A Pakistan International Airlines AP-AWZ lajstromjelű, 740-es számú járata, egy Boeing 707-340C típusú utasszállító repülőgépe kigyulladt és lezuhant Jeddah közelében. A gépen tartózkodó 145 utas és 11 fő legénység életét vesztette.[2]

### 1986
- 1986. december 25., Arar település közelében. Az Iraqi Airways légitársaság Bagdadból Ammánba tartó Boeing 737-270C típusú, YI-AGJ lajstromjelű repülőgépének pilótafülkéjébe gépeltérítők törtek be, ott kézigránátot dobtak és a gép ezt követően lezuhant. A fedélzeten utazó 91 utas és 15 fő személyzet tagjai közül 63 fő nem élte túl a katasztrófát, 43 fő túlélője volt az esetnek.[3]